# Rushop
Rushop – wieś w Anglii, w hrabstwie Derbyshire, w dystrykcie High Peak. Leży 54 km na północny zachód od miasta Derby i 235 km na północny zachód od Londynu.